# 宝生ルミ
宝生 ルミ（ほうじょう るみ、7月3日生）は、宝塚歌劇団卒業生（娘役）。神奈川県横浜市出身、清泉女学院中学高等学校卒。愛称は「いづみ」「まちゃみ」「いづみん」「ルミング」。83期生。身長159cm。芸名は家族で考案。2007年退団。

## 略歴
- 1995年、宝塚音楽学校入学。掃除分担は3番教室・責任者。
- 1997年、宝塚歌劇団入団。入団時の成績は23番。月組に配属。
- 2007年11月11日、月組東京宝塚劇場公演「MAHOROBA－遥か彼方YAMATO－/マジシャンの憂鬱」千秋楽日付けで退団。

## 宝塚歌劇団時代の主な舞台

### 音楽学校から組配属以前
- 1995年12月16 - 17日、宝塚音楽学校文化祭、オムニバスミュージカル「愛のラプソディ」第2幕予科生コーラス「金毘羅船々」（香川県民謡）、「いろは歌によるボレロ」（日本古謡）
- 1997年3月28日 - 5月5日、 雪組宝塚大劇場公演「仮面のロマネスク/ゴールデン・デイズ」初舞台
- 第83期生初舞台口上の際は天羽珠紀、美舟星河と共に出演。
- 1997年4月15日、雪組新人公演「仮面のロマネスク」
- 1997年5月24日、TCAスペシャル「ザ・祭典〜四組 夢の競宴〜」
- 1997年7月4日 - 30日、雪組東京宝塚劇場公演「仮面のロマネスク/ゴールデン・デイズ」
- 1997年7月15日、雪組東京新人公演「仮面のロマネスク」

### 月組時代
1998年
- 1998年2月13日 - 3月23日、宝塚大劇場「WEST SIDE STORY」
- 1998年3月3日、新人公演「WEST SIDE STORY」
- 1998年5月30日 - 7月6日、TAKARAZUKA1000days劇場「WEST SIDE STORY」
- 1998年6月16日、東京新人公演「WEST SIDE STORY」
- 1998年7月30日 - 8月9日、バウホール「永遠物語」
- 1998年9月18日 - 10月26日、宝塚大劇場「黒い瞳/ル・ボレロ・ルージュ」
- 1998年10月6日、新人公演「黒い瞳」
- 1998年11月11日、阪急百貨店大阪梅田本店「英国フェア'98」
- 1998年11月28日 - 12月7日、東京特別公演（日本青年館）「永遠物語」

1999年
- 1999年1月2日 - 2月7日、宝塚大劇場「黒い瞳/ル・ボレロ・ルージュ」
- 1999年1月19日、東京新人公演「黒い瞳」
- 1999年5月14日 - 6月21日、宝塚大劇場「螺旋のオルフェ/ノバ・ボサ・ノバ」
- 1999年6月8日、新人公演「ノバ・ボサ・ノバ」
- 1999年7月17日 - 27日、バウホール「十二夜」
- 1999年8月20日 - 9月27日、宝塚大劇場「螺旋のオルフェ/ノバ・ボサ・ノバ」
- 1999年8月31日、東京新人公演「ノバ・ボサ・ノバ」
- 1999年10月15日、宝塚大劇場「宝塚舞踊会第40回記念公演」
- 1999年10月30日、新神戸オリエンタルホテル「社団法人 兵庫県歯科医師会創立100周年記念式典・祝賀会」
- 1999年11月9日、「阪神競馬場50周年式典」
- 1999年12月18日 - 28日、シアタードラマシティ「プロヴァンスの碧い空」マダム・ルロア（モォヴァル家の客）、マチュー（小作人）

2000年
- 2000年2月19日 - 4月3日、宝塚大劇場「LUNA-月の伝言-/BLUE MOON BLUE」
- 2000年3月14日、新人公演「LUNA-月の伝言-」
- 2000年5月12日 - 6月26日、TAKARAZUKA1000days劇場「LUNA-月の伝言-/BLUE MOON BLUE」
- 2000年5月23日、東京新人公演「LUNA-月の伝言-」ベガ（本役:穂波亜莉亜）
- 2000年7月28日 - 8月2日、東京特別公演（日本青年館）「更に狂はじ」千代童、花夜叉
- 2000年8月6日 - 20日、バウホール「更に狂はじ」千代童、花夜叉
- 2000年9月29日 - 11月6日、宝塚大劇場「ゼンダ城の虜/ジャズマニア」
- 2000年10月13日、宝塚大劇場「第41回宝塚舞踊会」
- 2000年10月17日、新人公演「ゼンダ城の虜」女官（本役:叶千佳）

2001年
- 2001年1月1日 - 2月12日、新東京宝塚劇場こけら落とし公演「いますみれ花咲く/愛のソナタ」
- 2001年1月16日、東京新人公演「愛のソナタ」
- 2001年3月5日 - 20日、東京特別公演（ル・テアトル銀座）「プロヴァンスの碧い空」マダム・ルロア、マチュー
- 2001年5月18日 - 7月2日、宝塚大劇場「愛のソナタ/ESP!!」
- 2001年6月12日、新人公演「愛のソナタ」
- 2001年8月18日 - 9月24日、東京宝塚劇場「大海賊/ジャズマニア」
- 2001年9月4日、東京新人公演「大海賊」酒場の女レナ（本役:風帆優里）
- 2001年10月20日 - 29日、バウホール「血と砂」エンカーネーション（ガルラード兄弟の姉）
- 2001年11月2日 - 8日、東京特別公演（日本青年館）「血と砂」エンカーネーション

2002年
- 2002年1月1日 - 2月12日、宝塚大劇場「ガイズ&ドールズ」
- 2002年1月22日、新人公演「ガイズ&ドールズ」カートライト将軍（サラの上司）（本役:夏河ゆら）
- 2002年3月29日 - 5月6日、東京宝塚劇場「ガイズ&ドールズ」
- 2002年4月9日、東京新人公演「ガイズ&ドールズ」カートライト将軍（本役:夏河ゆら）
- 2002年6月21日 - 30日、バウホール「SLAPSTICK」フランセス（ゴールドウィン（楠恵華）の秘書）
- 2002年7月4日 - 10日、東京特別公演（日本青年館）「「SLAPSTICK」フランセス
- 2002年8月23日 - 9月30日、宝塚大劇場「長い春の果てに/With a Song in my Heart」看護婦C/フィナーレ淑女A
- 2002年9月10日、新人公演「長い春の果てに」スザンヌ（エヴァの母親）（本役:美原志帆）
- 2002年11月15日 - 12月23日、東京宝塚劇場「長い春の果てに/With a Song in my Heart」看護婦C/フィナーレ淑女A
- 2002年11月26日、東京新人公演「長い春の果てに」スザンヌ（本役:美原志帆）

2003年
- 2003年2月1日 - 20日、バウ・ワークショップ「春ふたたび/恋天狗」かつら/村の女2
- 2003年4月4日 - 5月19日、宝塚大劇場「花の宝塚風土記/シニョール ドン・ファン」
- 2003年4月22日、新人公演「シニョール ドン・ファン」ルチッラ（レオの元家庭教師）（本役:夏河ゆら）
- 2003年6月27日 - 8月3日、東京宝塚劇場「花の宝塚風土記/シニョール ドン・ファン」
- 2003年7月8日、東京新人公演「シニョール ドン・ファン」ルチッラ（本役:夏河ゆら）
- 2003年11月21日 - 12月26日、宝塚大劇場「薔薇の封印 -ヴァンパイア・レクイエム-」
- 2003年12月9日、新人公演「薔薇の封印」マダム・ヘルガ（クラブの経営者）（本役:夏河ゆら）

2004年
- 2004年2月6日 - 3月21日、東京宝塚劇場「薔薇の封印－ヴァンパイア・レクイエム－」
- 2004年2月17日、東京新人公演「薔薇の封印」マダム・ヘルガ（本役:夏河ゆら）
- 2004年4月17日 - 26日、バウホール「愛しき人よ－イトシキヒトヨ－」フランソワ・アネルカ
- 2004年5月1日 - 7日、東京特別公演（日本青年館）「愛しき人よ－イトシキヒトヨ－」フランソワ・アネルカ
- 2004年6月25日 - 8月9日、宝塚大劇場「飛鳥夕映え―蘇我入鹿―/タカラヅカ絢爛II」旗野（宝皇女（夏河ゆら）の釆女）
- 2004年9月3日 - 10月10日、東京宝塚劇場「飛鳥夕映え―蘇我入鹿―/タカラヅカ絢爛II」旗野

2005年
- 2005年2月4日 - 3月21日、宝塚大劇場「エリザベート -愛と死の輪舞-」死刑囚の母
- 2005年4月8日 - 5月22日、東京宝塚劇場「エリザベート -愛と死の輪舞-」死刑囚の母
- 2005年8月6日 - 7日、【外部出演】シアター・ドラマシティ「平成若衆歌舞伎 第四弾 花競かぶき絵巻」
- 2005年9月23日 - 10月31日、宝塚大劇場「JAZZYな妖精たち/REVUE OF DREAMS」ケイト
- 2005年11月18日 - 12月15日、東京宝塚劇場「JAZZYな妖精たち/REVUE OF DREAMS」ケイト

2006年
- 2006年2月3日 - 12日、バウホール「想夫恋」汀
- 2006年5月12日 - 6月19日、宝塚大劇場「暁のローマ/レ・ビジュー・ブリアン」
- 2006年7月7日 - 8月20日、東京宝塚劇場「暁のローマ/レ・ビジュー・ブリアン」
- 2006年10月1日 - 29日、全国ツアー「あかねさす紫の花/REVUE OF DREAMS」松虫（難波津の遊び女）

2007年
- 2007年1月1日 - 2月5日、宝塚大劇場「パリの空よりも高く/ファンシー・ダンス」カタリーナ（パリ市民）
- 2007年2月17日 - 4月1日、東京宝塚劇場「パリの空よりも高く/ファンシー・ダンス」カタリーナ
- 2007年5月19日 - 6月4日、バウホール「大坂侍－けったいな人々－」
- 2007年6月9日 - 15日、東京特別公演（日本青年館）「大坂侍－けったいな人々－」
- 2007年8月3日 - 9月17日、宝塚大劇場「MAHOROBA－遥か彼方YAMATO－/マジシャンの憂鬱」新聞記者（女）
- 2007年10月5日 - 11月11日、東京宝塚劇場「MAHOROBA－遥か彼方YAMATO－/マジシャンの憂鬱」新聞記者（女）

## 執筆
「歌劇」
- 2005年4月号、Memories of my Hometown -わたしのふるさと-
- 2007年10月号、えと文「宝塚プルミエール」
- 2007年11月号、退団ご挨拶